# Saturns Pattern
| Совокупная оценка | Совокупная оценка                                                                  |
| Источник          | Оценка                                                                             |
| ----------------- | ---------------------------------------------------------------------------------- |
| Metacritic        | 81/100                                                                             |
| Оценки критиков   |                                                                                    |
| Источник          | Оценка                                                                             |
| DIY               | 3 из 5 звёзд · 3 из 5 звёзд · 3 из 5 звёзд · 3 из 5 звёзд · 3 из 5 звёзд           |
| The Guardian      | [ 3 ]                                                                              |
| The Independent   | [ 4 ]                                                                              |
| NME               | 7/10                                                                               |
| Q                 | 4 из 5 звёзд · 4 из 5 звёзд · 4 из 5 звёзд · 4 из 5 звёзд · 4 из 5 звёзд           |
| The Telegraph     | 4 из 5 звёзд · 4 из 5 звёзд · 4 из 5 звёзд · 4 из 5 звёзд · 4 из 5 звёзд           |
| Uncut             | 4,5 из 5 звёзд · 4,5 из 5 звёзд · 4,5 из 5 звёзд · 4,5 из 5 звёзд · 4,5 из 5 звёзд |

Saturns Pattern — двенадцатый студийный альбом британского рок-музыканта Пола Уэллера (бывшего фронтмена рок-групп The Jam и The Style Council), вышедший 18 мая 2015 года на лейблах Parlophone и Warner Bros. Records.
Альбом дебютировал на 2 месте в официальном хит-параде Великобритании и получил серебряную сертификацию.

## Об альбоме
Альбом получил положительные отзывы музыкальных критиков и интернет-изданий.
В агрегаторе Metacritic, устанавливающем в среднем оценку до ста, основанную на профессиональных рецензиях, альбом получил 81 балл на основе 19 полученных рецензий, что означает «получил в целом положительные отзывы от критиков».
В марте 2012 года он дебютировал на 2 месте в официальном хит-параде Великобритании.

## Список композиций
Все треки написаны Пол Уэллер и Jan Stan Kybert; кроме указанных
| №  | Название                | Длительность |
| -- | ----------------------- | ------------ |
| 1. | «White Sky»             | 4:56         |
| 2. | «Saturns Pattern»       | 3:24         |
| 3. | «Going My Way»          | 4:15         |
| 4. | «Long Time»             | 2:12         |
| 5. | «Pick It Up»            | 6:16         |
| 6. | «I'm Where I Should Be» | 3:26         |
| 7. | «Phoenix»               | 5:56         |
| 8. | «In the Car...»         | 4:44         |
| 9. | «These City Streets»    | 8:24         |

| №   | Название                                       | Длительность |
| --- | ---------------------------------------------- | ------------ |
| 10. | «(I'm A) Roadrunner»                           | 2:48         |
| 11. | «Dusk Til Dawn»                                | 2:04         |
| 12. | «White Sky» (Prof. Kybert vs. The Moons Remix) | 4:36         |

| №   | Название               | Длительность |
| --- | ---------------------- | ------------ |
| 13. | «I Work in the Clouds» | 5:39         |
| 14. | «Praise If You Wanna»  | 1:39         |

## Позиции в чартах
| Чарт (2015)                      | Высшая позиция |
| -------------------------------- | -------------- |
| Австралия (ARIA)                 | 58             |
| Австрия (Ö3 Austria)             | 58             |
| Бельгия/Фландрия (Ultratop)      | 30             |
| Бельгия/Валлония (Ultratop)      | 97             |
| Нидерланды (Album Top 100)       | 22             |
| Германия (Offizielle Top 100)    | 35             |
| Италия (Classifica album)        | 33             |
| Швейцария (Schweizer Hitparade)  | 83             |
| США (Billboard Top Rock Albums)  | 37             |
| Великобритания (UK Albums Chart) | 2              |